# Magrie
Magrie – miejscowość i gmina we Francji, w regionie Oksytania, w departamencie Aude.
Według danych na rok 1990 gminę zamieszkiwało 369 osób, a gęstość zaludnienia wynosiła 37 osób/km² (wśród 1545 gmin Langwedocji-Roussillon Magrie plasuje się na 583. miejscu pod względem liczby ludności, natomiast pod względem powierzchni na miejscu 758.).